# Community Shield 2019
La Community Shield 2019 fue la XCVII edición de la Community Shield. La disputaron el Manchester City como ganador de la Premier League 2018-19 y el Liverpool como subcampeón de la misma ya que el Manchester City también fue el campeón de la FA Cup 2018-19.

## Equipos participantes
| Manchester City |  |                       |  | Campeón de la Premier League (2018-19) Campeón de la FA Cup (2018-19) |
| Liverpool       |  | Bandera de Merseyside |  | Subcampeón de la Premier League (2018-19)                             |

### Manchester City
El Manchester City consiguió la Premier League luego una destacable campaña, logrando mantenerse en segundo lugar por gran parte de la temporada. En las últimas cuatro fechas manteniéndose segundo, consiguió una importante victoria sobre el Manchester United válido por la fecha 31, siendo un partido pendiente. Esto les permitió el primer lugar luego de vencer en la última fecha al Brighton & Hove Albion, superando al Liverpool por solo un punto.

### Liverpool
El Liverpool en cambio consiguió su pase a esta instancia tras la victoria del Manchester City al salir campeón de la FA Cup derrotando en la final al Watford por 6 goles a 0. Esto permitió al Liverpool acceder siendo el segundo en la Premier Leeague.

## Lugar
El Estadio de Wembley fue sede de la final de la Supercopa en la edición XCVII. Lo ha sido ininterrumpidamente desde 2013, siendo la final número 39 de recibir en su historia. El estadio alberga los partidos de la Selección de fútbol de Inglaterra.

## Partido

### Alineaciones
| 1          | POR        | Alisson Becker         |     |
| 66         | DEF        | Trent Alexander-Arnold | 67' |
| 12         | DEF        | Joe Gomez              |     |
| 4          | DEF        | Virgil van Dijk        |     |
| 26         | DEF        | Andrew Robertson       |     |
| 14         | MED        | Jordan Henderson       | 79' |
| 3          | MED        | Fabinho                | 67' |
| 5          | MED        | Georginio Wijnaldum    |     |
| 11         | DEL        | Mohamed Salah          |     |
| 9          | DEL        | Roberto Firmino        | 79' |
| 27         | DEL        | Divock Origi           | 79' |
| Entrenador | Entrenador | Jürgen Klopp           |     |

| 1          | POR        | Claudio Bravo       |     |
| 2          | DEF        | Kyle Walker         |     |
| 5          | DEF        | John Stones         |     |
| 30         | DEF        | Nicolás Otamendi    |     |
| 11         | DEF        | Oleksandr Zinchenko |     |
| 17         | MED        | Kevin De Bruyne     | 89' |
| 16         | MED        | Rodri               |     |
| 21         | MED        | David Silva         | 61' |
| 20         | DEL        | Bernardo Silva      |     |
| 7          | DEL        | Raheem Sterling     |     |
| 19         | DEL        | Leroy Sané          | 13' |
| Entrenador | Entrenador | Pep Guardiola       |     |

| 32 | DEF | Joel Matip              | 67' |
| 8  | MED | Naby Keïta              | 67' |
| 23 | DEL | Xherdan Shaqiri         | 79' |
| 15 | MED | Alex Oxlade-Chamberlain | 79' |
| 20 | MED | Adam Lallana            | 79' |

| 9  | DEL | Gabriel Jesus  | 13' |
| 8  | MED | İlkay Gündoğan | 61' |
| 47 | MED | Phil Foden     | 89' |

| Anotado | 77' | Joel Matip | 1–1 |

| Anotado | 12' | Raheem Sterling | 0–1 |

| Amonestado | 33' | Kevin De Bruyne |

| Acierto de penal | Xherdan Shaqiri         |  |
| Fallo de penal   | Georginio Wijnaldum     |  |
| Acierto de penal | Adam Lallana            |  |
| Acierto de penal | Alex Oxlade-Chamberlain |  |
| Acierto de penal | Mohamed Salah           |  |

| Acierto de penal | İlkay Gündoğan      |  |
| Acierto de penal | Bernardo Silva      |  |
| Acierto de penal | Phil Foden          |  |
| Acierto de penal | Oleksandr Zinchenko |  |
| Acierto de penal | Gabriel Jesus       |  |

| Árbitro             | Martin Atkinson   |
| Árbitros asistentes | Sian Massey-Ellis |
| Árbitros asistentes | Dan Cook          |
| Cuarto árbitro      | Stuart Attwell    |

| 1          | POR        | Alisson Becker         |     |
| 66         | DEF        | Trent Alexander-Arnold | 67' |
| 12         | DEF        | Joe Gomez              |     |
| 4          | DEF        | Virgil van Dijk        |     |
| 26         | DEF        | Andrew Robertson       |     |
| 14         | MED        | Jordan Henderson       | 79' |
| 3          | MED        | Fabinho                | 67' |
| 5          | MED        | Georginio Wijnaldum    |     |
| 11         | DEL        | Mohamed Salah          |     |
| 9          | DEL        | Roberto Firmino        | 79' |
| 27         | DEL        | Divock Origi           | 79' |
| Entrenador | Entrenador | Jürgen Klopp           |     |

| 1          | POR        | Claudio Bravo       |     |
| 2          | DEF        | Kyle Walker         |     |
| 5          | DEF        | John Stones         |     |
| 30         | DEF        | Nicolás Otamendi    |     |
| 11         | DEF        | Oleksandr Zinchenko |     |
| 17         | MED        | Kevin De Bruyne     | 89' |
| 16         | MED        | Rodri               |     |
| 21         | MED        | David Silva         | 61' |
| 20         | DEL        | Bernardo Silva      |     |
| 7          | DEL        | Raheem Sterling     |     |
| 19         | DEL        | Leroy Sané          | 13' |
| Entrenador | Entrenador | Pep Guardiola       |     |

| 32 | DEF | Joel Matip              | 67' |
| 8  | MED | Naby Keïta              | 67' |
| 23 | DEL | Xherdan Shaqiri         | 79' |
| 15 | MED | Alex Oxlade-Chamberlain | 79' |
| 20 | MED | Adam Lallana            | 79' |

| 9  | DEL | Gabriel Jesus  | 13' |
| 8  | MED | İlkay Gündoğan | 61' |
| 47 | MED | Phil Foden     | 89' |

| Anotado | 77' | Joel Matip | 1–1 |

| Anotado | 12' | Raheem Sterling | 0–1 |

| Amonestado | 33' | Kevin De Bruyne |

| Acierto de penal | Xherdan Shaqiri         |  |
| Fallo de penal   | Georginio Wijnaldum     |  |
| Acierto de penal | Adam Lallana            |  |
| Acierto de penal | Alex Oxlade-Chamberlain |  |
| Acierto de penal | Mohamed Salah           |  |

| Acierto de penal | İlkay Gündoğan      |  |
| Acierto de penal | Bernardo Silva      |  |
| Acierto de penal | Phil Foden          |  |
| Acierto de penal | Oleksandr Zinchenko |  |
| Acierto de penal | Gabriel Jesus       |  |

| Árbitro             | Martin Atkinson   |
| Árbitros asistentes | Sian Massey-Ellis |
| Árbitros asistentes | Dan Cook          |
| Cuarto árbitro      | Stuart Attwell    |

| Campeón Community Shield 2019 |
| ----------------------------- |
| Manchester City 6° título     |

| Predecesor: Community Shield 2018 | Community Shield 2019 | Sucesor: Community Shield 2020 |